# Station Sydenham (Londen)
Station Sydenham is een spoorwegstation van London Overground aan de verlengde East London Line en Southern en Govia Thameslink Railway (Thameslink) aan de Brighton Main Line (hoewel laatstgenoemde maatschappij niet stopt op dit station). Het station ligt in de wijk Sydenham in de London Borough of Lewisham in Zuid-Londen, Engeland.